# Aldeas históricas de Shirakawa-go y Gokayama

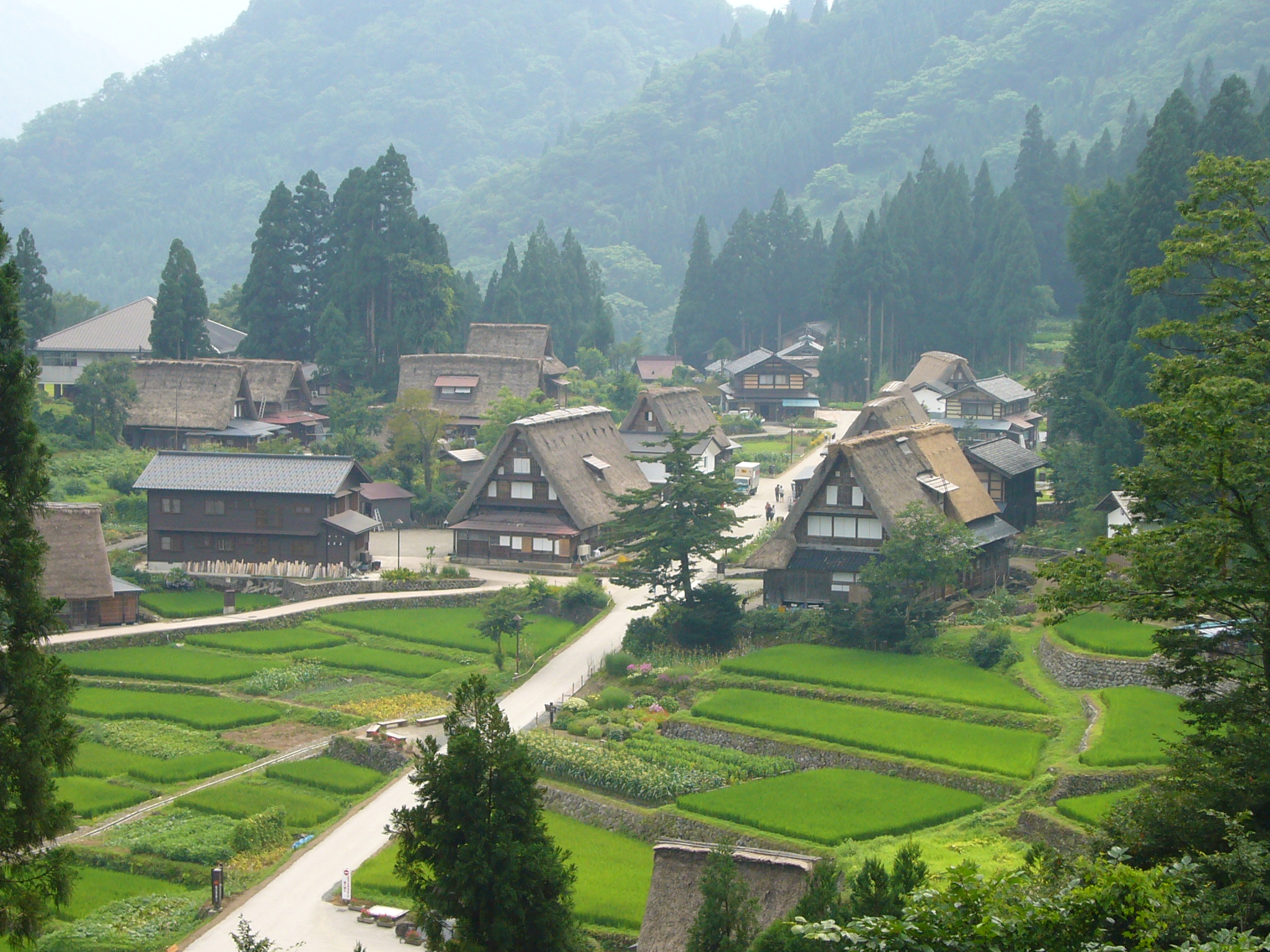
Gokayama.

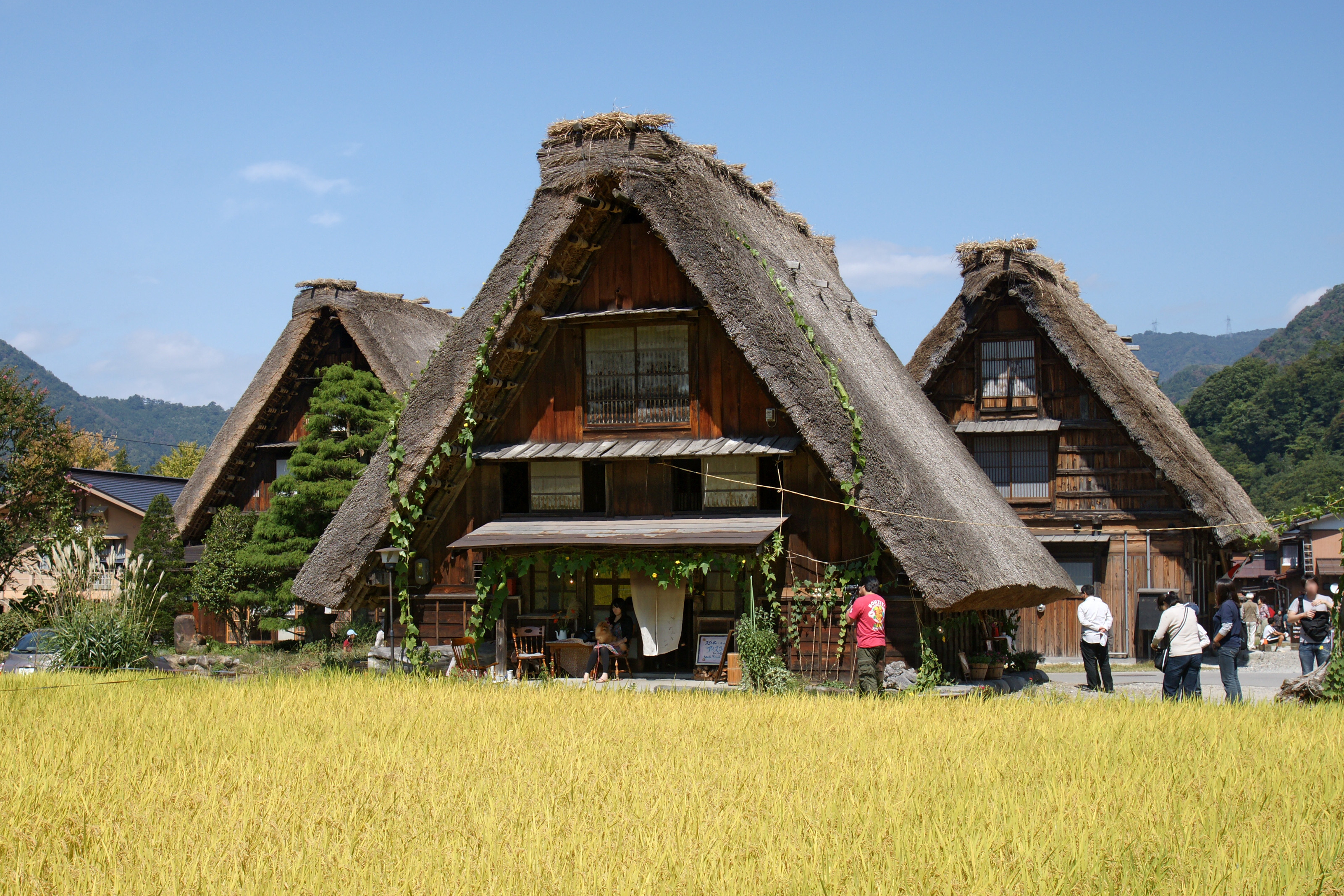
Casa típica gasshozukuri en Shirakawa.

Las aldeas históricas de Shirakawa-go y Gokayama fueron declaradas como Patrimonio de la Humanidad por la Unesco en 1995.
La población de Shirakawa-gō (白川郷) o El pueblo del río blanco en la Prefectura de Gifu y la población de Gokayama (五箇山) o La montaña de las cinco partes en la Prefectura de Toyama son pueblos situados en el centro de la isla de Honshū, al norte de la ciudad de Nagoya (Japón).
Estos pueblos son conocidos por sus casas típicas, de un estilo arquitectónico llamado en japonés Gassho-zukuri o 'construcción con las palmas de las manos juntas', que designa las casas con el tejado muy inclinado con el fin de soportar las precipitaciones de nieve, muy abundantes en esta región montañosa. En efecto, las montañas y los bosques ocupan el 96 % del territorio en las regiones de Shirakawa y Gokayama, dejando el 4 % restante para las tierras de cultivo.
En concreto son tres aldeas las protegidas por la inscripción de la Unesco:
| Código  | Nombre              | Prefectura           | Coordenadas                                  | Áreas protegidas                                        |
| ------- | ------------------- | -------------------- | -------------------------------------------- | ------------------------------------------------------- |
| 734-001 | Shirakawa (白川村?) | Prefectura de Gifu   | 36°15′00″N 136°54′00″E / 36.25000, 136.90000 | Zona de protección: 45,6 ha. Zona de respeto: 471,5 ha. |
| 734-002 | Taira (平村?)       | Prefectura de Toyama | 36°25′00″N 136°56′00″E / 36.41667, 136.93333 | Zona de protección: 18 ha. Zona de respeto: 3863,6 ha.  |
| 734-003 | Kamitaira (上平村?) | Prefectura de Toyama | 36°24′00″N 136°53′00″E / 36.40000, 136.88333 | 4,4 ha.                                                 |